# Siebold-juhar
A Siebold-juhar a szappanfavirágúak (Sapindales) rendjébe és a szappanfafélék (Sapindaceae) családjába tartozó faj.

## Elterjedése
Japán erdeiben honos, gyakori faj.

## Leírása
Terebélyes, 10 méter magasra növő lombhullató fa. Kérge sötét szürkésbarna, sima. A levele hét, kilenc vagy esetenként tizenegy kihegyesedő, fűrészelt szélű, a lemez közepéig bemetszett karéjra tagolódnak. Levélnyelük pelyhes. Fiatalon halványzöldek, fehér szőrökkel borítottak. Később felületük sötétzöld, fonákjuk molyhos lesz. Ősszel pirosra színeződnek. A virágok aprók, sárga pártájúak és bíborvörös csészéjűek, hosszú kocsányú, lecsüngő, pelyhes csomóik tavasszal, a levelekkel egy időben nyílnak. A termése ikerlependék, termésszárnyai széttartóak, 2 cm-esek.